# Пещак Марія Михайлівна
Марі́я Миха́йлівна Пеща́к (24 листопада 1928 — 23 січня 2010) — український мовознавець, доктор філологічних наук (з 1980), професор (з 1990), заслужений діяч науки і техніки України (з 2001). Спеціаліст з історії української мови, структурно-математичної лінгвістики, лексикології, лінгвістики тексту, загального мовознавства.

## Біографія
Пещак Марія Михайлівна народилася 1928 року в селі Великий Липник, Чехословаччина (нині Старолюбовняський округ, Пряшівський край, Словаччина)
1953 року закінчила Ужгородський університет. Відтоді — в Інституті мовознавства AH УРСР: аспірант, учений секретар; з 1964 року — старший науковий співробітник, з 1986 — завідувач сектору Машинного фонду української мови.
Від 1991 року — завідувач відділу Українського мовно-інформаційного фонду HAH України.
Померла 2010 року у Києві, Україна.

## Праці
монографії
- Грамоти XIV ст. / Упорядкування, вступна стаття, коментарі і словники-покажчики М. М. Пещак. Київ: Наукова думка, 1974.
- Пещак, М. М. Стиль ділових документів XIV ст., 1979.
- Пещак, М. М. Розвиток давньоруського і староукраїнського наукового тексту, 1994.
- Пещак, М. М. Нариси з комп'ютерної лінгвістики, 1999.
- Пещак, М. М. Комунікативний синтаксис, 2000.

розділи в монографіях
- - «Статистичні параметри стилів» (1967),
  - «Філософські питання мовознавства» (1972),
  - «Мова і процеси суспільного розвитку» (1980),
  - «Формалізовані основи семантичної класифікації лексики» (1982),
  - «Сучасне зарубіжне мовознавство» (1983),
  - «Лексична семантика в системі „людина-машина“» (1986),
  - «Методологічні проблеми мовознавства» (1988),
  - «Український семантичний словник (проспект)» (1990) та ін.

Співукладач
- «Орфографічний словника української мови» (1975, 1994, 2002),
- «Орфоепічний словника української мови» у 2 томах (т. 1, 2001).

Відповідальний редактор
- Українські грамоти XV ст. / Підготовка тексту, вступна стаття і коментарі В. М. Русанівського. Київ: Наукова думка, 1965.

## Сім'я
- Батько: Михайло Михайлович Пещак